# پارک هرمان

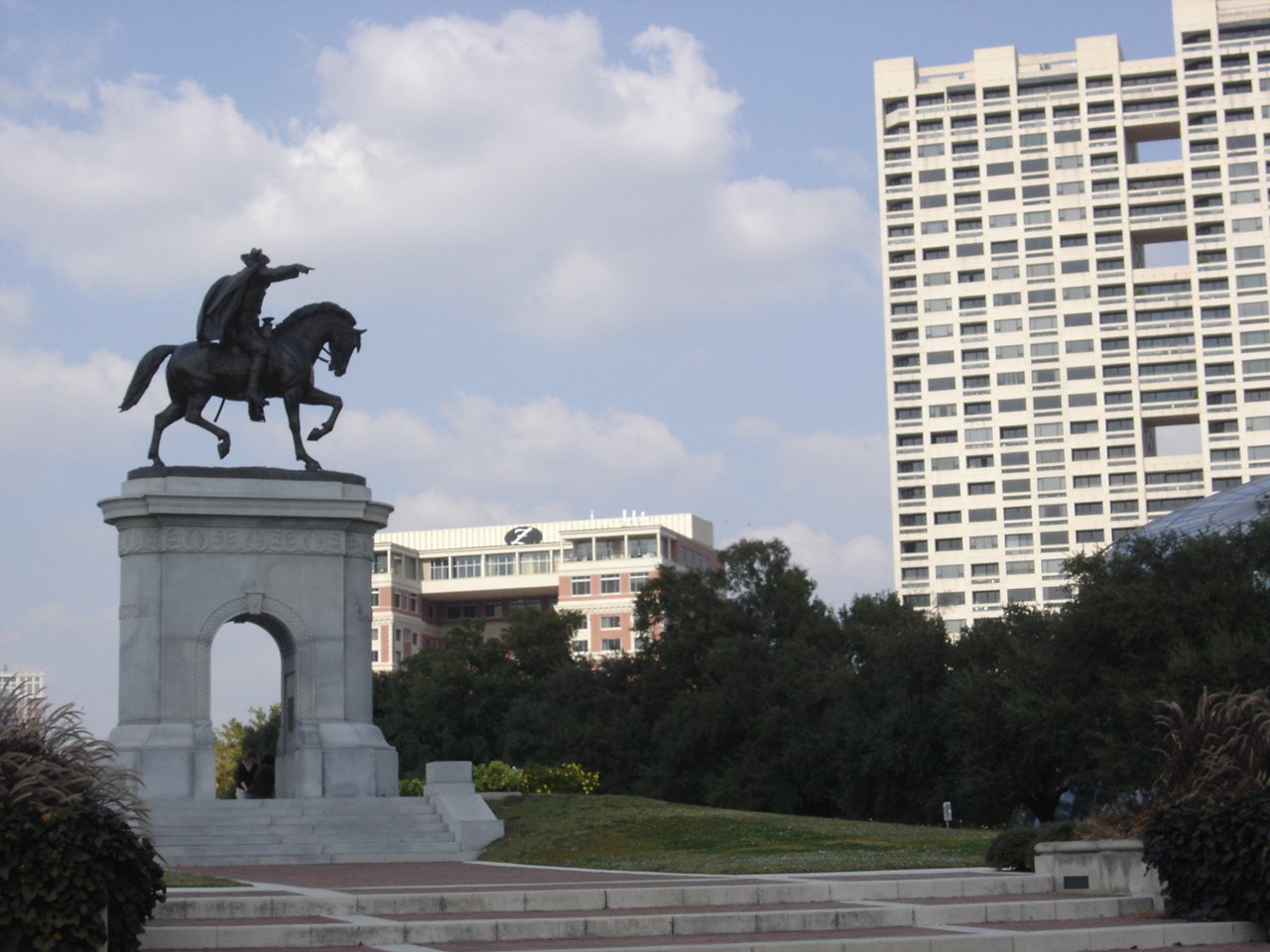

پارک هرمان نام مشهورترین پارک عمومی شهر هیوستون در تگزاس است.
این پارک که در سال ۱۹۱۴ تأسیس شد در مجاورت دانشگاه رایس و مرکز پزشکی تگزاس قرار دارد و حاوی مراکز تفریحی و فرهنگی متعددی است.

## پیوند به خارج

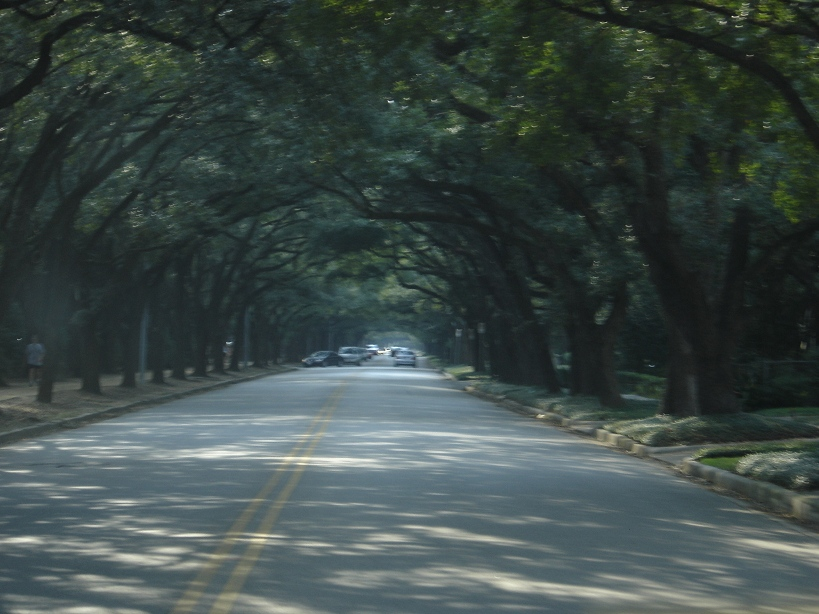

- وبگاه سازمان محافظت از پارک هرمان